# Anelloviridae
Az Anelloviridae a vírusok egyik családja. Az ide tartozó fajok emlősökben (köztük az emberben) találhatók meg, de a fertőzést kísérő betegséget eddig nem diagnosztizáltak. A családba 9 nem tartozik. 

## Felfedezése
A családba tartozó első fajt, a Torque teno vírust (TT-vírus) 1997-nem fedezték fel egy japán férfiban, akiben transzfúziót követő ismeretlen eredetű hepatitisz lépett fel; ezért néha transzfúzióval terjedő vírusnak is nevezik. Ez volt az első egyszálú DNS-genommal rendelkező vírus, amit emberben találtak meg. Azóta kiderült, hogy a vírus az egész világon elterjedt és rendkívül gyakori, a populáció 5-80%-a hordozza, de egyes régiókban a vizsgált minták 100%-ában megtalálható. A fertőzött emberek azonban nem mutatnak semmilyen egyértelmű egészségkárosodást, bár számos kórképpel próbálták kapcsolatba hozni, beleértve a májbetegségeket, légúti megbetegedéseket vagy a gégerákot.   

## Szerkezete
Az anellovírusok kis, 25-32 nm átmérőjű, lipidburok nélküli, ikozaéderes szimmetriájú vírusok. Genomjuk 2100-3900 bázisból álló cirkuláris egyszálú DNS, amelyet kétszálú átmeneti formákon keresztül másol. A genomban két nagy és fajonként változóan még néhány kisebb gén található, amelyek részlegesen átfednek, a transzkripció után alternatív splicing révén fejeződnek ki. Az egyik nagy gén a replikációt végző enzimet, a másik a burokfehérjét kódolja.

## Szaporodása
Az anellovírusok célsejtje vagy felszíni receptora nem ismert. Gazdaszervezet lehet az ember, különböző majmok, kutya, macska, sertés vagy denevér.
Miután a vírus behatolt a sejtbe, proteinburka szétbomlik és a genom a sejtmagba vándorol. Ott a sejt enzimei segítségével kétszálú DNS-sé egészül ki, majd az újonnan szintetizálódott szálról mRNS képződik, amelyről aztán a vírusfehérjék készülnek. A genom másolását a virális replikációs fehérje szabályozza. Az összeállt virionok a sejt lízise után szabadulnak ki a külvilágba.